# Aneilema silvaticum
Aneilema silvaticum är en himmelsblomsväxtart som beskrevs av John Patrick Micklethwait Brenan. Aneilema silvaticum ingår i släktet Aneilema och familjen himmelsblomsväxter. IUCN kategoriserar arten globalt som sårbar. Inga underarter finns listade.